# 날개를 주세요
〈날개를 주세요〉 (翼をください 츠바사오쿠다사이[*])는 야마가미 미치오(山上 路夫)가 작사, 무라이 쿠니오(村井 邦彦)가 작곡한 일본의 노래로, 포크 그룹 아카이토리(赤い鳥, 붉은 새)가 1971년 2월 5일에 발표했다.
영어권 국가에서는 노래 제목을 'Give Me Wings'라고 번역되기도 하지만, 카논은 'Wings to Fly'라고 번역하기도 했다.

## 배경음악으로 쓰이는 작품
- 드래곤볼 극장판 - 크리링 노래
- 에반게리온: 파 (노래:하야시바라 메구미)
- 케이온! 1기 1화
- 일상 1기 2쿨 엔딩
- 옆자리 세키군 1기 20화
- 단간론파3 -The End of 키보가미네 학원-절망편 7화 (노래:토요구치 메구미)

## 텔레비전 드라마
1988년 일본의 NHK에서 이 노래를 모티브로 한 동명의 드라마 《날개를 주세요》가 방송됐다.